# Jarrahdale
Jarrahdale – miasto w Australii, w stanie Australia Zachodnia.